# Storbritanniens Grand Prix 2025
Storbritanniens Grand Prix 2025 (officielt navn: Formula 1 Qatar Airways British Grand Prix 2025) var et Formel 1-løb, som blev kørt den 6. juli 2025 på Silverstone Circuit i Northamptonshire. Det var det 12. løb i Formel 1-sæsonen 2025.
Ræset blev vundet af britiske Lando Norris, som hermed vandt det første ræs på hjemmebane i hans karriere. Nico Hülkenberg sluttede på tredjepladsen, og scorede hermed den første podiumplacering i hans karriere. Han scorede hermed den første podiumplacering i sit ræs nummer 239 i Formel 1, hvilke satte en ny rekord for flest ræs kørt i Formel 1 før den første podiumplacering. Ud over dette, så var det også første podiumplacering for Sauber-holdet siden Japans Grand Prix 2012, hvor at Kamui Kobayashi kom på podiet.

## Kvalifikation
| Pos.               | Nr. | Kører                 | Konstruktør                  | Del 1    | Del 2    | Del 3    | Grid |
| ------------------ | --- | --------------------- | ---------------------------- | -------- | -------- | -------- | ---- |
| 1                  | 1   | Max Verstappen        | Red Bull Racing-Honda RBPT   | 1.25,886 | 1.25,316 | 1.24,892 | 1    |
| 2                  | 81  | Oscar Piastri         | McLaren-Mercedes             | 1.25,963 | 1.25,316 | 1.24,995 | 2    |
| 3                  | 4   | Lando Norris          | McLaren-Mercedes             | 1.26,123 | 1.25,231 | 1.25,010 | 3    |
| 4                  | 63  | George Russell        | Mercedes                     | 1.26,236 | 1.25,637 | 1.25,029 | 4    |
| 5                  | 44  | Lewis Hamilton        | Ferrari                      | 1.26,296 | 1.25,084 | 1.25,095 | 5    |
| 6                  | 16  | Charles Leclerc       | Ferrari                      | 1.26,186 | 1.25,133 | 1.25,121 | 6    |
| 7                  | 12  | Andrea Kimi Antonelli | Mercedes                     | 1.26,265 | 1.25,620 | 1.25,374 | 101  |
| 8                  | 87  | Oliver Bearman        | Haas-Ferrari                 | 1.26,005 | 1.25,534 | 1.25,471 | 182  |
| 9                  | 14  | Fernando Alonso       | Aston Martin Aramco-Mercedes | 1.26,108 | 1.25,593 | 1.25,621 | 7    |
| 10                 | 10  | Pierre Gasly          | Alpine-Renault               | 1.26,328 | 1.25,711 | 1.25,785 | 8    |
| 11                 | 55  | Carlos Sainz Jr.      | Williams-Mercedes            | 1.26,175 | 1.25,746 | N/A      | 9    |
| 12                 | 22  | Yuki Tsunoda          | Red Bull Racing-Honda RBPT   | 1.26,275 | 1.25,826 | N/A      | 11   |
| 13                 | 6   | Isack Hadjar          | Racing Bulls-Honda RBPT      | 1.26,177 | 1.25,864 | N/A      | 12   |
| 14                 | 23  | Alexander Albon       | Williams-Mercedes            | 1.26,093 | 1.25,889 | N/A      | 13   |
| 15                 | 31  | Esteban Ocon          | Haas-Ferrari                 | 1.26,136 | 1.25,950 | N/A      | 14   |
| 16                 | 30  | Liam Lawson           | Racing Bulls-Honda RBPT      | 1.26,440 | N/A      | N/A      | 15   |
| 17                 | 5   | Gabriel Bortoleto     | Kick Sauber-Ferrari          | 1.26,446 | N/A      | N/A      | 16   |
| 18                 | 18  | Lance Stroll          | Aston Martin Aramco-Mercedes | 1.26,504 | N/A      | N/A      | 17   |
| 19                 | 27  | Nico Hülkenberg       | Kick Sauber-Ferrari          | 1.26,574 | N/A      | N/A      | 19   |
| 20                 | 43  | Franco Colapinto      | Alpine-Renault               | 1.27,060 | N/A      | N/A      | PL3  |
| 107%-tid: 1.31,898 |     |                       |                              |          |          |          |      |
| Kilde:             |     |                       |                              |          |          |          |      |

Noter:
↑1 - Andrea Kimi Antonelli blev givet en 3-plads straf for at være skyld i et sammenstød med Max Verstappen ved den forrige runde.
↑2 - Oliver Bearman blev givet en 10-plads straf for at ikke følge reglerne under rødt flag ved den tredje træningssession.
↑3 - Franco Colapinto måtte starte fra pit lane efter at have lavet ændringer på sin bil under parc fermé.

## Resultat
| Pos.                                                             | Nr. | Kører                 | Konstruktør                  | Omgange | Tid/Udgået  | Startpos. | Point |
| ---------------------------------------------------------------- | --- | --------------------- | ---------------------------- | ------- | ----------- | --------- | ----- |
| 1                                                                | 4   | Lando Norris          | McLaren-Mercedes             | 52      | 1:37.15,735 | 3         | 25    |
| 2                                                                | 81  | Oscar Piastri         | McLaren-Mercedes             | 52      | +6,812      | 2         | 18    |
| 3                                                                | 27  | Nico Hülkenberg       | Kick Sauber-Ferrari          | 52      | +34,742     | 19        | 15    |
| 4                                                                | 44  | Lewis Hamilton        | Ferrari                      | 52      | +39,812     | 5         | 12    |
| 5                                                                | 1   | Max Verstappen        | Red Bull Racing-Honda RBPT   | 52      | +56,781     | 1         | 10    |
| 6                                                                | 10  | Pierre Gasly          | Alpine-Renault               | 52      | +59,857     | 8         | 8     |
| 7                                                                | 18  | Lance Stroll          | Aston Martin Aramco-Mercedes | 52      | +1.00,603   | 17        | 6     |
| 8                                                                | 23  | Alexander Albon       | Williams-Mercedes            | 52      | +1.04,135   | 13        | 4     |
| 9                                                                | 14  | Fernando Alonso       | Aston Martin Aramco-Mercedes | 52      | +1.05,858   | 7         | 2     |
| 10                                                               | 63  | George Russell        | Mercedes                     | 52      | +1.10,674   | 4         | 1     |
| 11                                                               | 87  | Oliver Bearman        | Haas-Ferrari                 | 52      | +1.12,095   | 18        |       |
| 12                                                               | 55  | Carlos Sainz Jr.      | Williams-Mercedes            | 52      | +1.16,592   | 9         |       |
| 13                                                               | 31  | Esteban Ocon          | Haas-Ferrari                 | 52      | +1.17,301   | 14        |       |
| 14                                                               | 16  | Charles Leclerc       | Ferrari                      | 52      | +1.24,477   | 6         |       |
| 15                                                               | 22  | Yuki Tsunoda          | Red Bull Racing-Honda RBPT   | 51      | +1 omgang   | 11        |       |
| Ret                                                              | 12  | Andrea Kimi Antonelli | Mercedes                     | 23      | Sammenstød  | 10        |       |
| Ret                                                              | 6   | Isack Hadjar          | Racing Bulls-Honda RBPT      | 17      | Uheld       | 12        |       |
| Ret                                                              | 5   | Gabriel Bortoleto     | Kick Sauber-Ferrari          | 3       | Uheld       | 16        |       |
| Ret                                                              | 30  | Liam Lawson           | Racing Bulls-Honda RBPT      | 0       | Sammenstød  | 15        |       |
| DNS                                                              | 43  | Franco Colapinto      | Alpine-Renault               | 0       | Gearkasse   | —1        |       |
| Hurtigste omgang: Oscar Piastri (McLaren) - 1.29,337 (omgang 51) |     |                       |                              |         |             |           |       |
| Kilde:                                                           |     |                       |                              |         |             |           |       |

Noter:
↑1 - Franco Colapinto startede ikke ræset på grund af et problem med gearkassen. Hans plads på griden var tom ved ræsstart.

## Stilling i mesterskaberne efter løbet
| Pos. | Kører           | Point |
| ---- | --------------- | ----- |
| 1    | Oscar Piastri   | 234   |
| 2    | Lando Norris    | 226   |
| 3    | Max Verstappen  | 165   |
| 4    | George Russell  | 147   |
| 5    | Charles Leclerc | 119   |

| Pos. | Konstruktør         | Point |
| ---- | ------------------- | ----- |
| 1    | McLaren-Mercedes    | 460   |
| 2    | Ferrari             | 222   |
| 3    | Mercedes            | 210   |
| 4    | Red Bull-Honda RBPT | 172   |
| 5    | Williams-Mercedes   | 59    |